# Ácido cob(II)rínico a,c-diamida reductasa
La ácido cob(II)irínico a,c-diamida reductasa (EC 1.16.8.1) es una enzima que cataliza la siguiente reacción química:
Por lo tanto los tres sustratos de esta enzima son el ácido cob(I)irínico a,c-diamida, FMN y iones hidrógeno, mientras que sus tres productos son ácido cob(II)irínico a,c-diamida y FMNH
2.

## Clasificación
Esta enzima pertenece a la familia de las oxidorreductasas, más específicamente a aquellas oxidorreductasas que oxidan iones metálicos utilizando una flavina como aceptor de electrones.

## Nomenclatura
El nombre sistemático de esta clase de enzimas es ácido cob(I)irínico-a,c-diamida:FMN oxidorreductasa. Otros nombres por el cual se conoce a esta enzima es ácido cob(II)irínico-a,c-diamida:FMN oxidorreductasa (incorrecto).

## Papel biológico
Esta enzima participa en el metabolismo de las porfirinas, clorofila y en la síntesis bacteriana de la vitamina B
12.